# Specie di Melaleuca
Elenco delle specie di Melaleuca:

## A
- Melaleuca acacioides F.Muell.

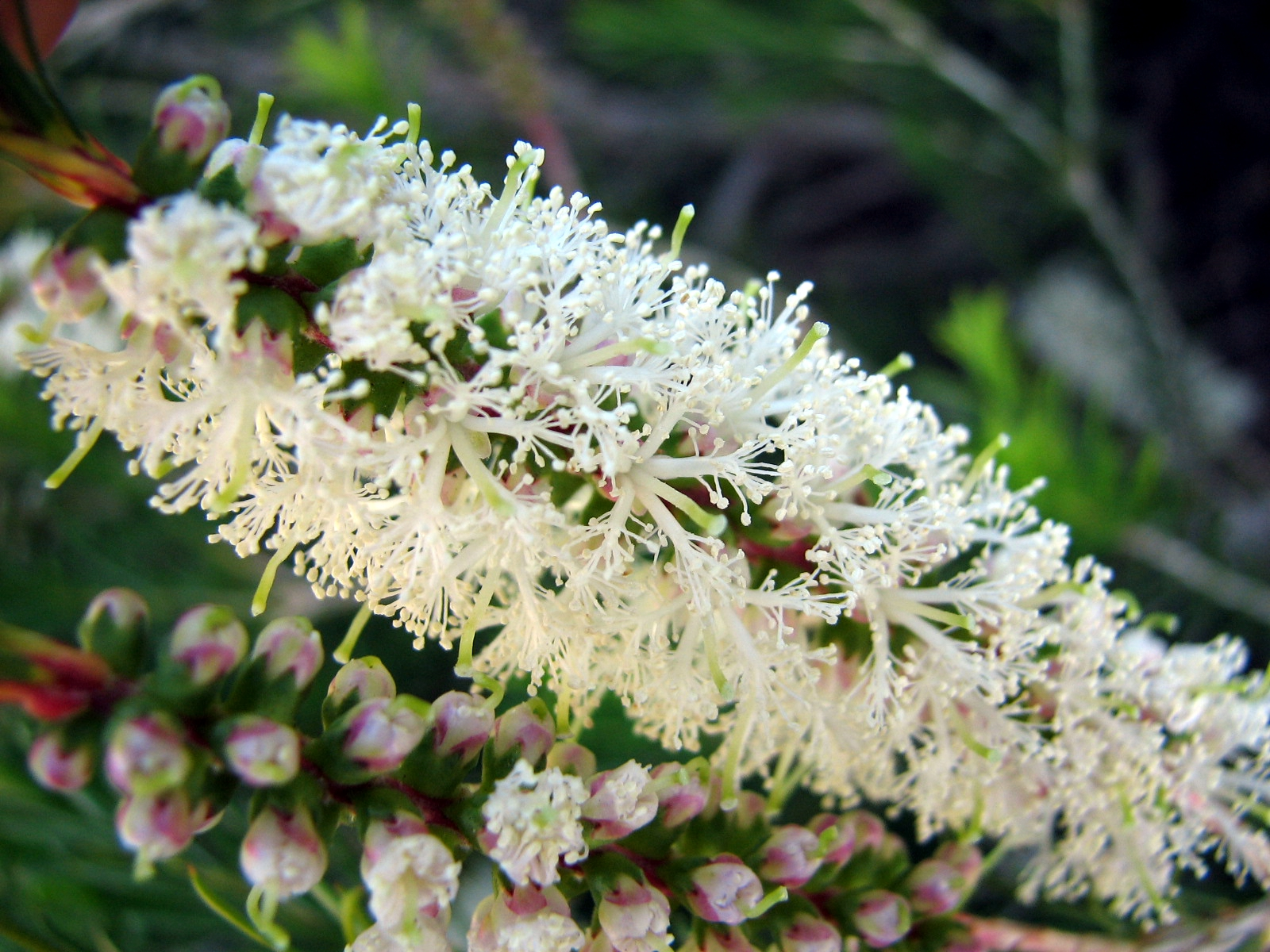
Melaleuca armillaris.

- Melaleuca accedens (Hawkeswood) Craven & R.D.Edwards
- Melaleuca acrifolia Craven & R.D.Edwards
- Melaleuca acuminata F.Muell.
- Melaleuca acutifolia (Benth.) Craven & Lepschi
- Melaleuca adenostyla K.J.Cowley
- Melaleuca adnata Turcz.
- Melaleuca aestiva (K.J.Brooks) Craven & R.D.Edwards
- Melaleuca aestuosa G.Forst.
- Melaleuca agathosmoides C.A.Gardner
- Melaleuca aglaia Craven & R.D.Edwards
- Melaleuca alilateralis Craven & R.D.Edwards
- Melaleuca alsophila A.Cunn. ex Benth.
- Melaleuca alternifolia (Maiden & Betche) Cheel
- Melaleuca amydra Craven
- Melaleuca anisandra (Schauer) Craven & R.D.Edwards
- Melaleuca apodocephala Turcz.
- Melaleuca apostiba K.J.Cowley
- Melaleuca aquilonia Craven & R.D.Edwards
- Melaleuca araucarioides Barlow
- Melaleuca arcana S.T.Blake
- Melaleuca arcuata (A.S.George) Craven & R.D.Edwards
- Melaleuca × arenicola S.Moore
- Melaleuca argentea W.Fitzg.
- Melaleuca arida (Hawkeswood) Craven & R.D.Edwards
- Melaleuca armillaris (Sol. ex Gaertn.) Sm.
- Melaleuca aspalathoides Schauer
- Melaleuca asterocarpa (Hnatiuk) Craven & R.D.Edwards
- Melaleuca atala (Hnatiuk) Craven & R.D.Edwards
- Melaleuca atroviridis Craven & Lepschi
- Melaleuca aurea (Turcz.) Craven & R.D.Edwards

## B
- Melaleuca barlowii Craven
- Melaleuca basicephala Benth.
- Melaleuca beardii Craven

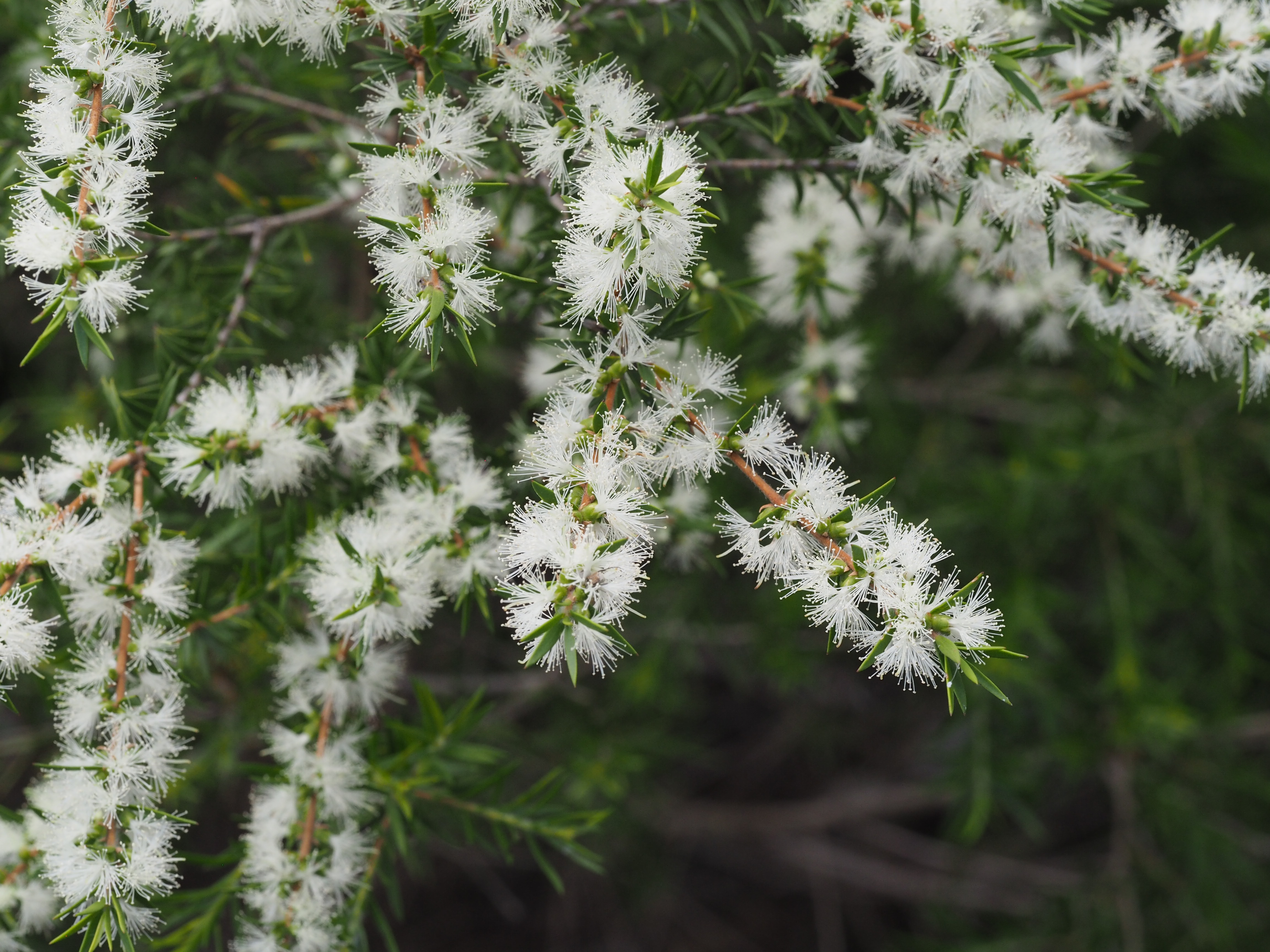
Melaleuca bracteata.

- Melaleuca beaufortioides (Benth.) Craven & R.D.Edwards
- Melaleuca biconvexa Byrnes
- Melaleuca bisulcata F.Muell.
- Melaleuca blackwelliana (Hnatiuk) Craven & R.D.Edwards
- Melaleuca blaeriifolia Turcz.
- Melaleuca blepharosperma (F.Muell.) Craven & R.D.Edwards
- Melaleuca boeophylla Craven
- Melaleuca borealis Craven
- Melaleuca brachyandra (Lindl.) Craven
- Melaleuca bracteata F.Muell.
- Melaleuca bracteosa Turcz.
- Melaleuca brevifolia Turcz.
- Melaleuca brevisepala (J.W.Dawson) Craven & J.W.Dawson
- Melaleuca bromelioides Barlow
- Melaleuca brongniartii Däniker
- Melaleuca brophyi Craven
- Melaleuca buseana (Guillaumin) Craven & J.W.Dawson

## C
- Melaleuca caeca Craven

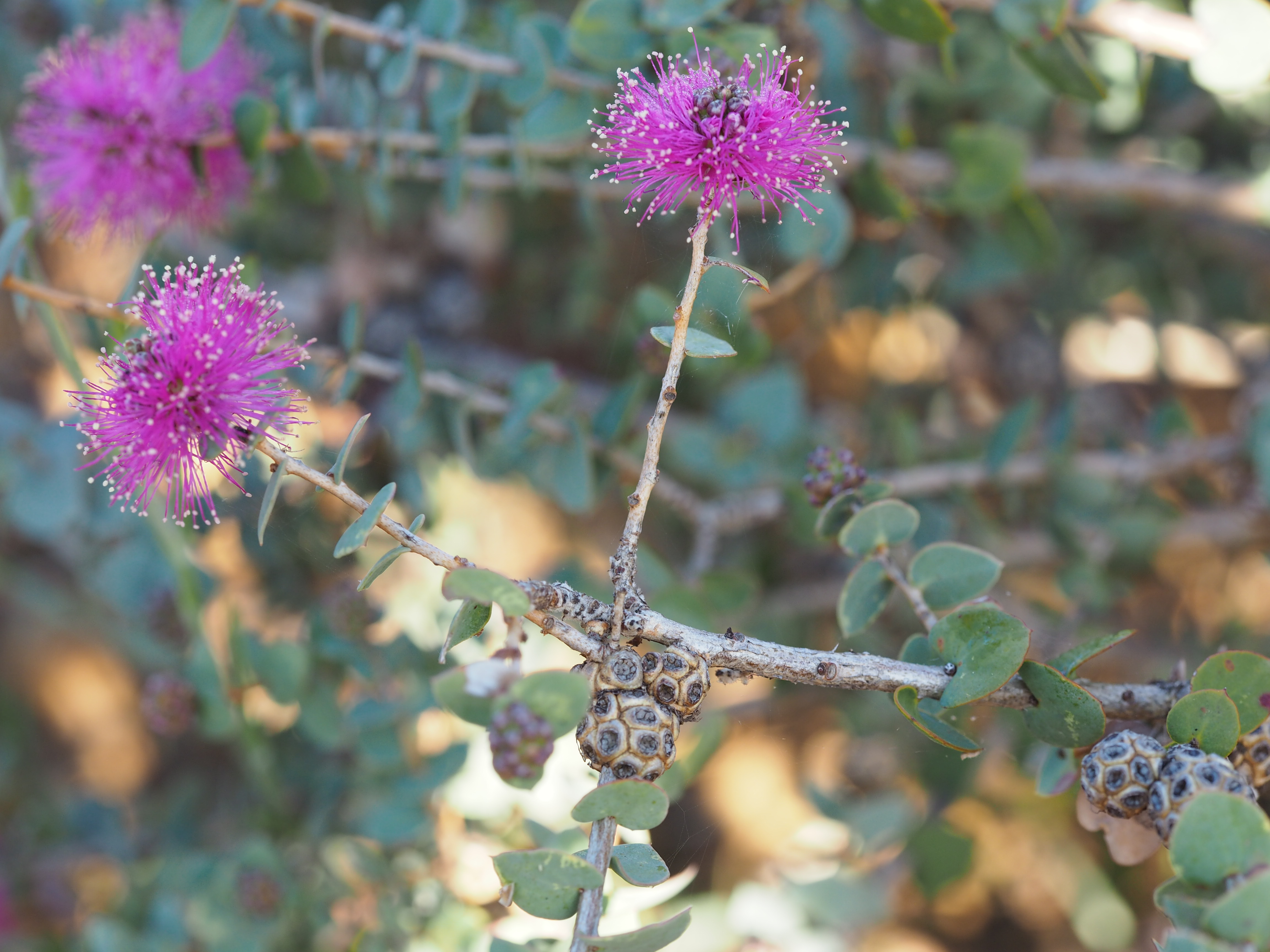
Melaleuca cordata.

- Melaleuca cajuputi Maton & Sm. ex R.Powell
- Melaleuca calcicola (Barlow ex Craven) Craven & Lepschi
- Melaleuca calothamnoides F.Muell.
- Melaleuca calycina R.Br.
- Melaleuca calyptroides Craven
- Melaleuca campanae Craven
- Melaleuca camptoclada F.C.Quinn
- Melaleuca capitata Cheel
- Melaleuca cardiophylla F.Muell.
- Melaleuca caroli-huegelii Craven & R.D.Edwards
- Melaleuca carrii Craven
- Melaleuca cheelii C.T.White
- Melaleuca chisholmii (Cheel) Craven
- Melaleuca chrysantherea (F.Muell.) Craven & R.D.Edwards
- Melaleuca ciliosa Turcz.
- Melaleuca cinerea Craven & R.D.Edwards
- Melaleuca citrina (Curtis) Dum.Cours.
- Melaleuca citrolens Barlow
- Melaleuca clarksonii Barlow
- Melaleuca clavifolia Craven
- Melaleuca cliffortioides Diels
- Melaleuca coccinea A.S.George
- Melaleuca × codonocarpa (Hnatiuk) Craven & R.D.Edwards
- Melaleuca comboynensis (Cheel) Craven
- Melaleuca comosa A.R.Bean
- Melaleuca concinna Turcz.
- Melaleuca concreta F.Muell.
- Melaleuca condylosa Craven
- Melaleuca conothamnoides C.A.Gardner
- Melaleuca cordata Turcz.
- Melaleuca cornucopiae Byrnes
- Melaleuca crispii Craven & R.D.Edwards
- Melaleuca crossota Craven & R.D.Edwards
- Melaleuca croxfordiae Craven
- Melaleuca ctenoides F.C.Quinn
- Melaleuca cucullata Turcz.
- Melaleuca cupularis (A.S.George) Craven & R.D.Edwards
- Melaleuca curtifolia Craven & R.D.Edwards
- Melaleuca cuspidata Turcz.
- Melaleuca cuticularis Labill.
- Melaleuca cyathifolia Craven & R.D.Edwards
- Melaleuca cyrtodonta Turcz.

## D
- Melaleuca dawsonii Craven
- Melaleuca dealbata S.T.Blake
- Melaleuca deanei F.Muell.

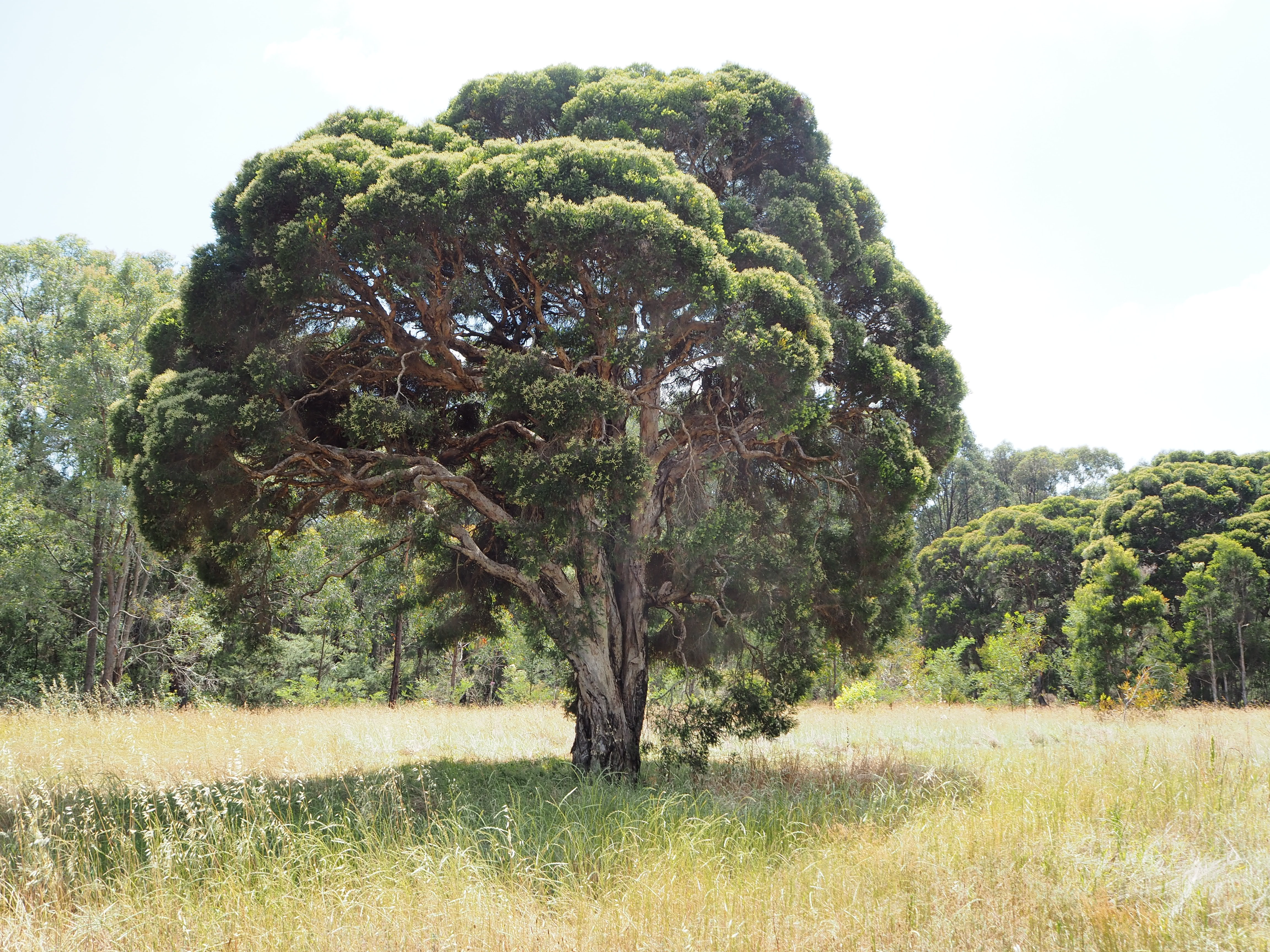
Melaleuca decora.

- Melaleuca decora (Salisb.) Britten
- Melaleuca decussata R.Br.
- Melaleuca delta Craven
- Melaleuca dempta (Barlow) Craven
- Melaleuca dendroidea (Hnatiuk) Craven & R.D.Edwards
- Melaleuca densa R.Br.
- Melaleuca densispicata Byrnes
- Melaleuca depauperata Turcz.
- Melaleuca depressa Diels
- Melaleuca dichroma Craven & Lepschi
- Melaleuca diosmatifolia Dum.Cours.
- Melaleuca diosmifolia Andrews
- Melaleuca dissitiflora F.Muell.

## E

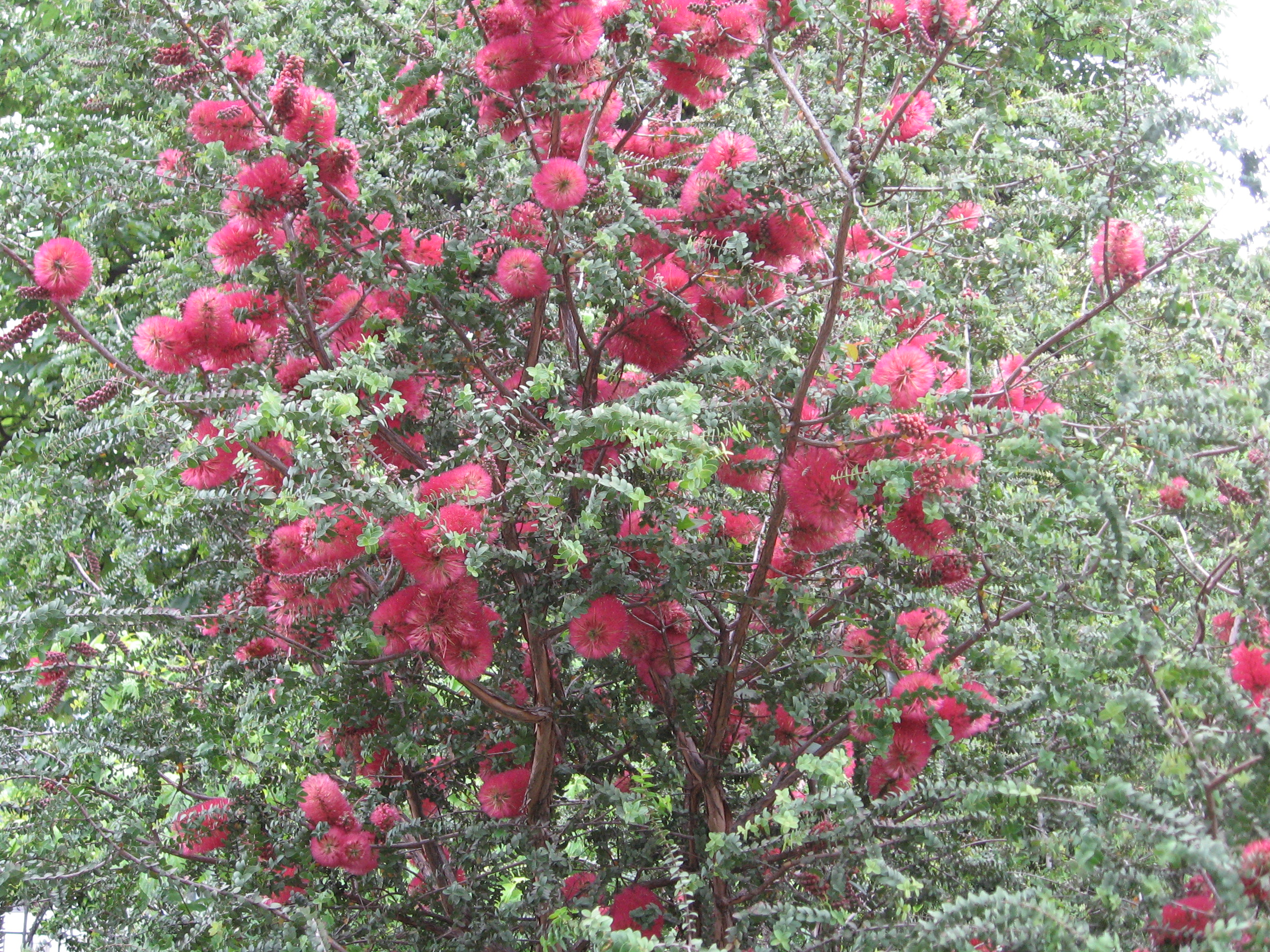
Melaleuca elliptica.

- Melaleuca ebracteata (F.Muell.) Craven & R.D.Edwards
- Melaleuca ectadioclada (Hnatiuk) Craven & R.D.Edwards
- Melaleuca eleuterostachya F.Muell.
- Melaleuca elliptica Labill.
- Melaleuca empetrifolia Rchb.
- Melaleuca ericifolia Sm.
- Melaleuca eriocarpa (Lindl.) ined.
- Melaleuca eulobata Craven
- Melaleuca eurystoma Craven
- Melaleuca eximia (K.J.Cowley) Craven
- Melaleuca exuvia Craven & Lepschi

## F
- Melaleuca fabri Craven
- Melaleuca faucicola Craven

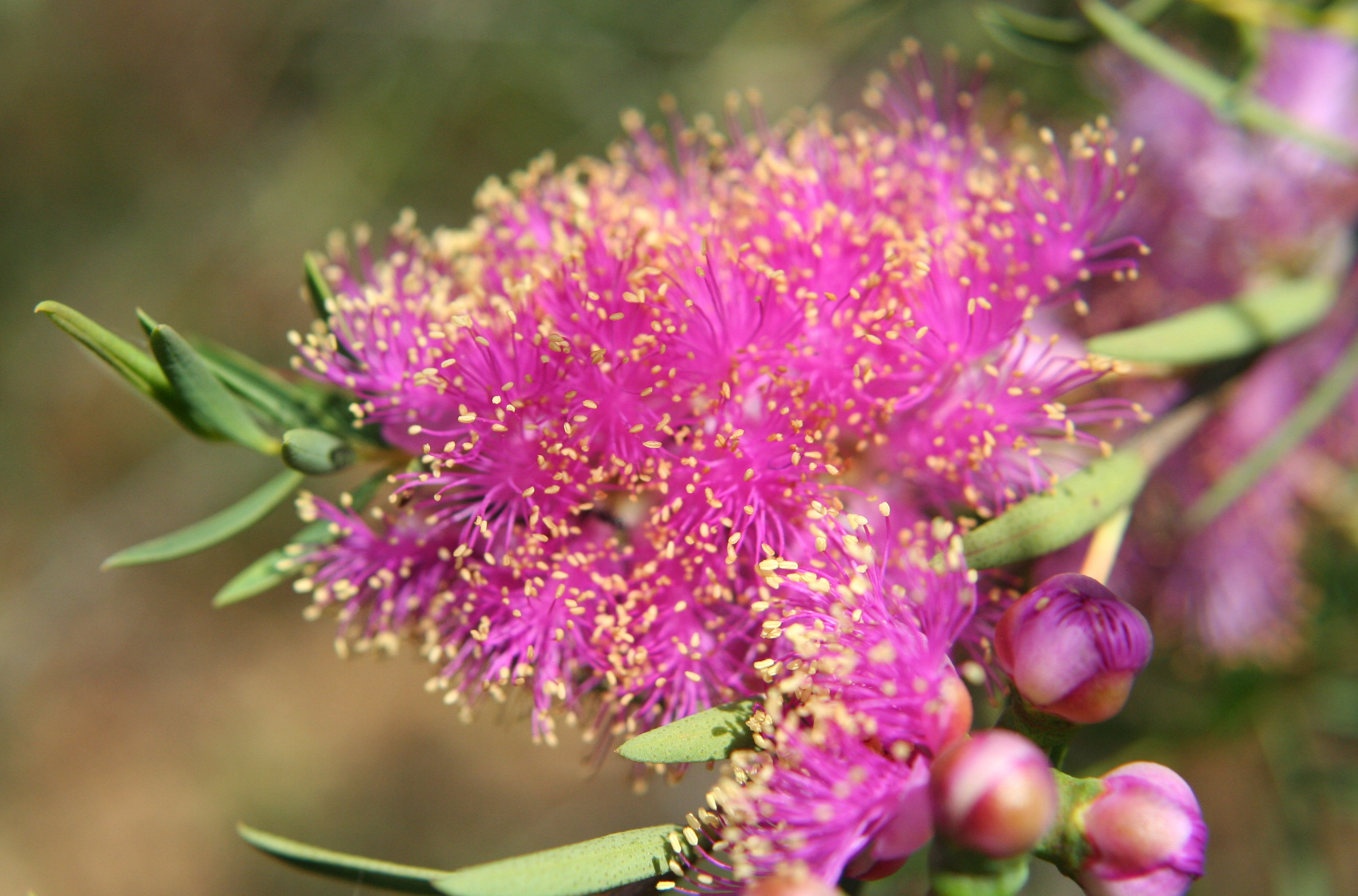
Melaleuca fulgens.

- Melaleuca ferruginea Craven & Cowie
- Melaleuca filifolia F.Muell.
- Melaleuca fissurata Barlow
- Melaleuca flammea Craven
- Melaleuca flavovirens (Cheel) Craven
- Melaleuca fluviatilis Barlow
- Melaleuca foliolosa A.Cunn. ex Benth.
- Melaleuca formosa (S.T.Blake) Craven
- Melaleuca fulgens R.Br.

## G

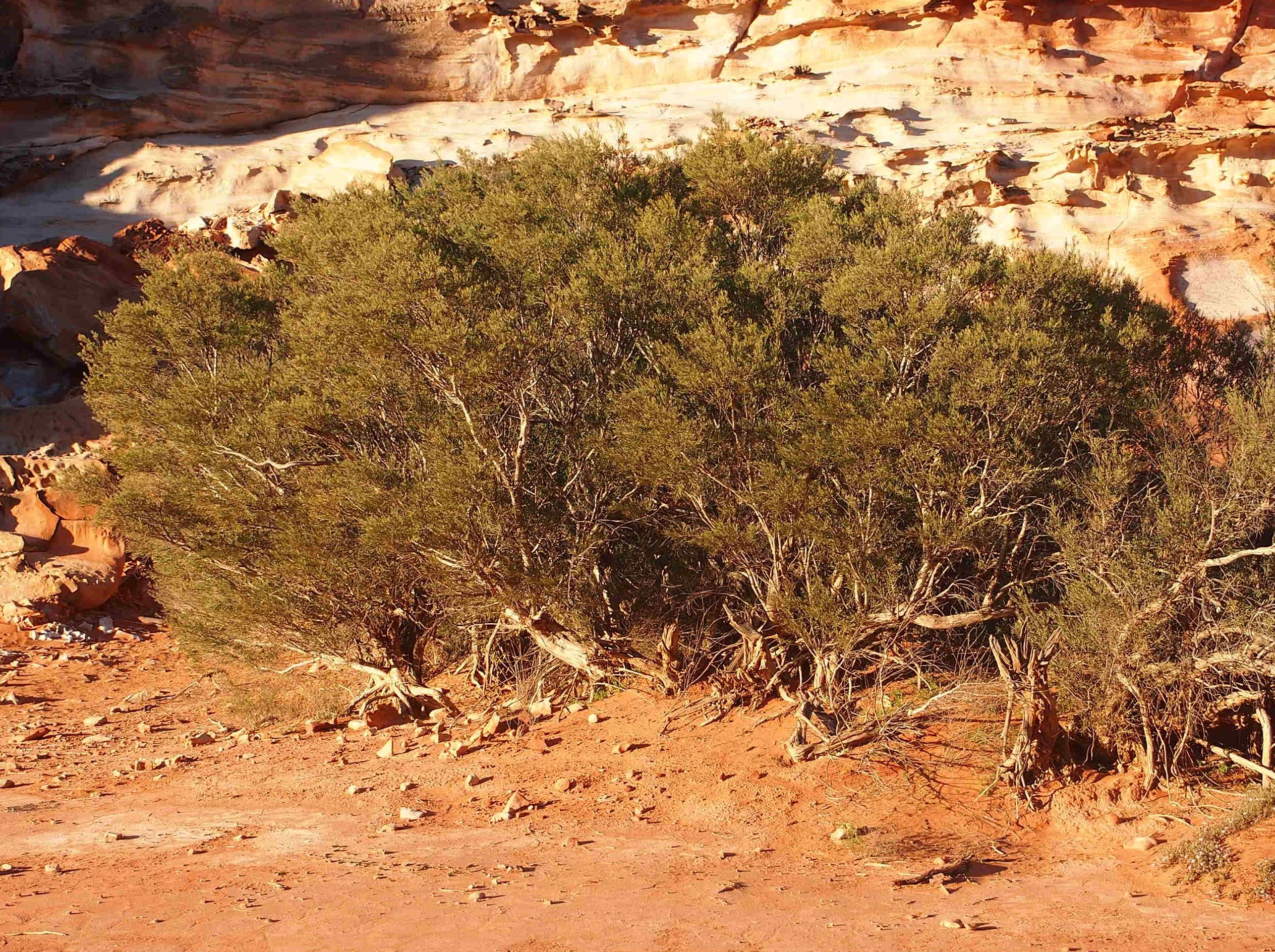
Melaleuca glomerata.

- Melaleuca gardneri Craven & R.D.Edwards
- Melaleuca genialis Lepschi
- Melaleuca georgei Craven & R.D.Edwards
- Melaleuca gibbosa Labill.
- Melaleuca gilesii (F.Muell.) Craven & R.D.Edwards
- Melaleuca glaberrima F.Muell.
- Melaleuca glabra (Benth.) Craven & R.D.Edwards
- Melaleuca glauca (DC.) Craven
- Melaleuca glena Craven
- Melaleuca globifera R.Br.
- Melaleuca glomerata F.Muell.
- Melaleuca glumacea Craven & R.D.Edwards
- Melaleuca gnidioides Brongn. & Gris
- Melaleuca gracilis (R.Br.) Craven & R.D.Edwards
- Melaleuca granitica (Hawkeswood) Craven & R.D.Edwards
- Melaleuca grieveana Craven
- Melaleuca groveana Cheel & C.T.White

## H

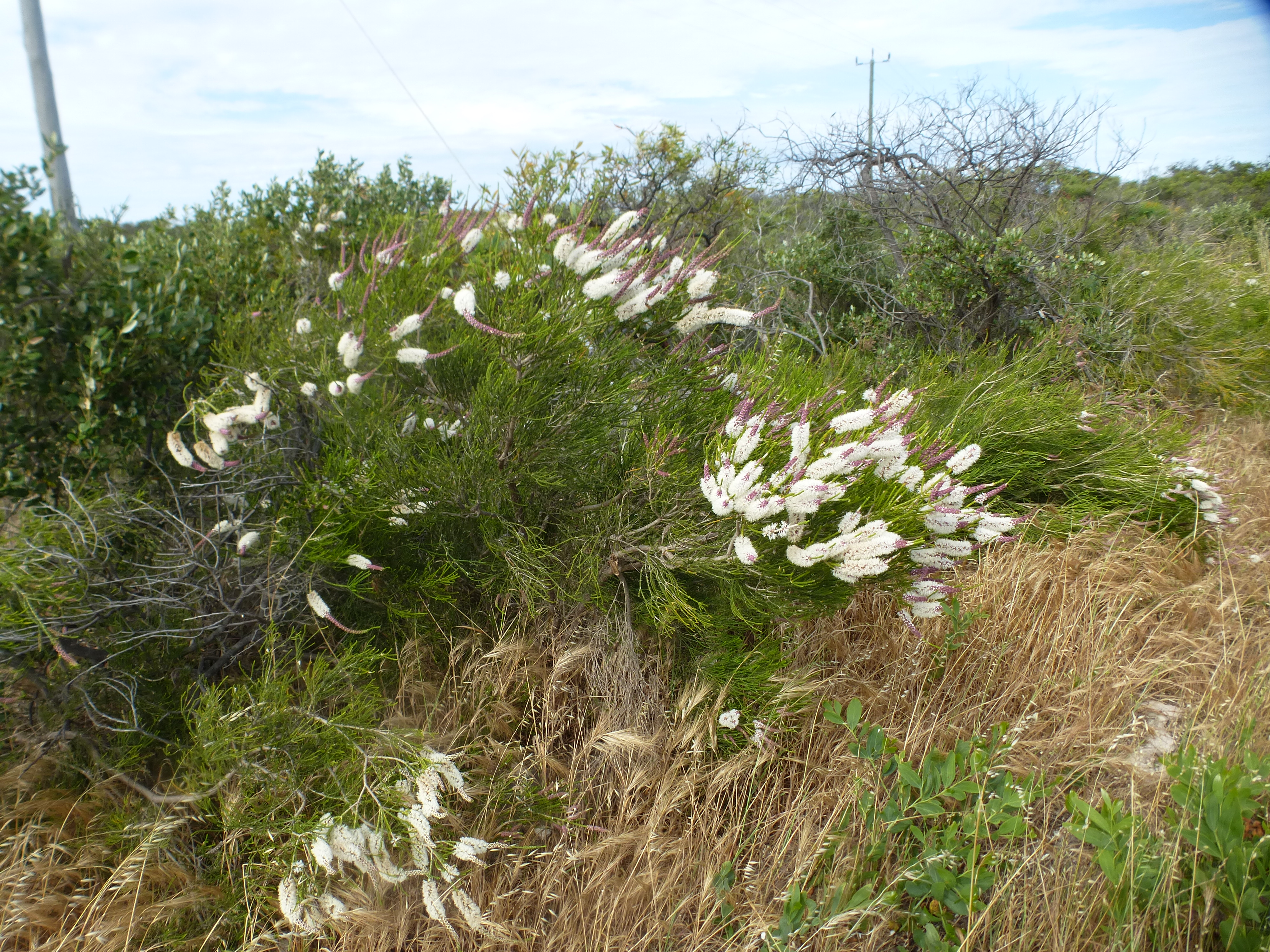
Melaleuca huegelii.

- Melaleuca hadra (Hnatiuk) Craven & R.D.Edwards
- Melaleuca hakeifolia (Gaudich.) Craven & R.D.Edwards
- Melaleuca halmaturorum F.Muell. ex Miq.
- Melaleuca halophila Craven
- Melaleuca hamata Fielding & Gardner
- Melaleuca hamulosa Turcz.
- Melaleuca haplantha Barlow
- Melaleuca hawkeswoodii Craven & R.D.Edwards
- Melaleuca hemisticta S.T.Blake ex Craven
- Melaleuca hirsuta (Hawkeswood) Craven & R.D.Edwards
- Melaleuca hislopii Craven & R.D.Edwards
- Melaleuca hnatiukii Craven
- Melaleuca hollidayi Craven
- Melaleuca holosericea Schauer
- Melaleuca howeana Cheel
- Melaleuca huegelii Endl.
- Melaleuca huttensis Craven
- Melaleuca hypericifolia Sm.

## I
- Melaleuca idana Craven
- Melaleuca incana R.Br.

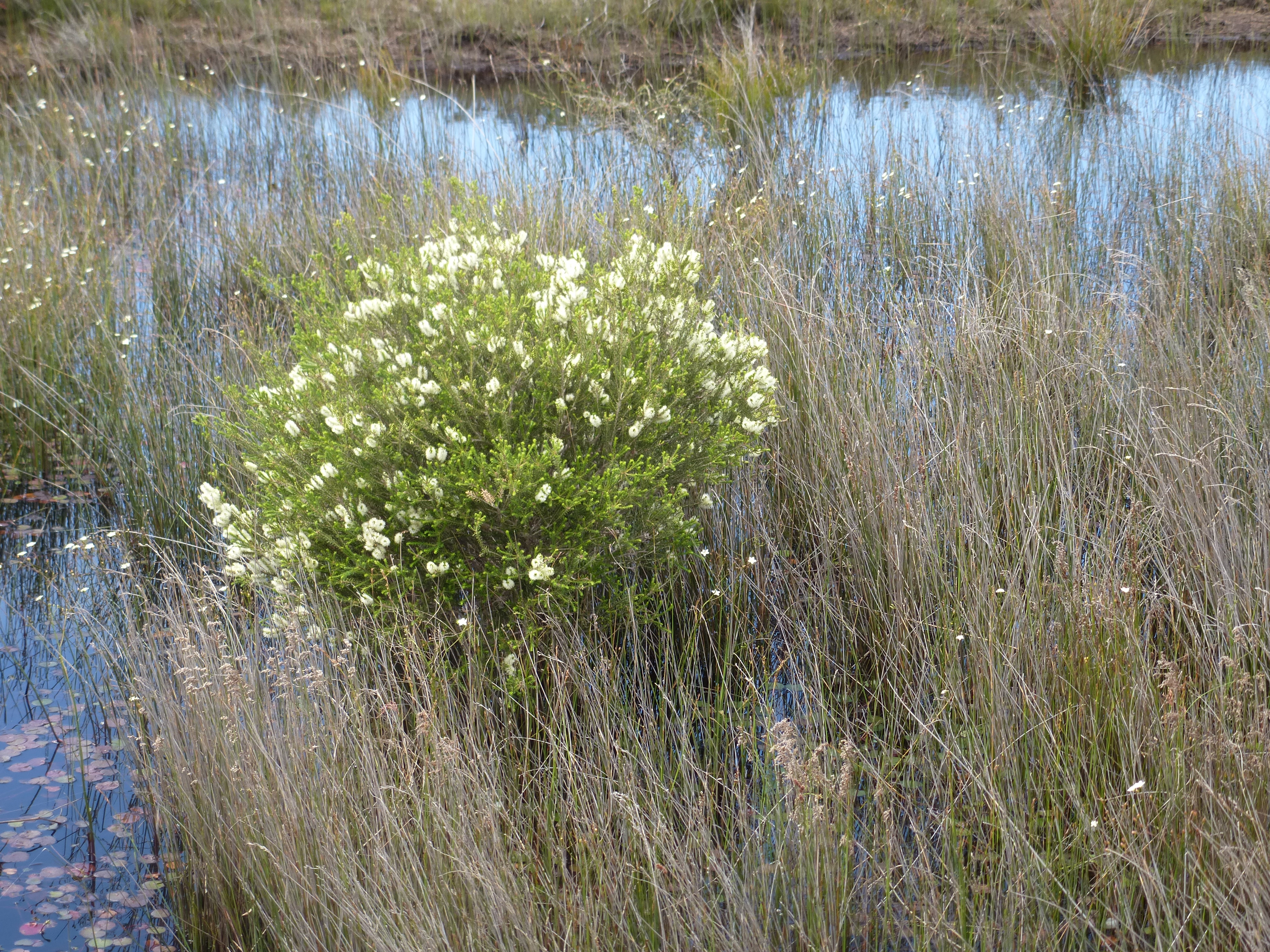
Melaleuca incana.

- Melaleuca inops (Schauer) Craven & R.D.Edwards
- Melaleuca interioris Craven & Lepschi
- Melaleuca interstans (F.Muell.) Craven & R.D.Edwards
- Melaleuca irbyana R.T.Baker

## J
- Melaleuca johnsonii Craven
- Melaleuca jonesii Craven & R.D.Edwards

## K
- Melaleuca kalbarriensis (Hawkeswood) ined.
- Melaleuca keigheryi Craven
- Melaleuca kunzeoides Byrnes
- Melaleuca kybeliona Craven & R.D.Edwards

## L

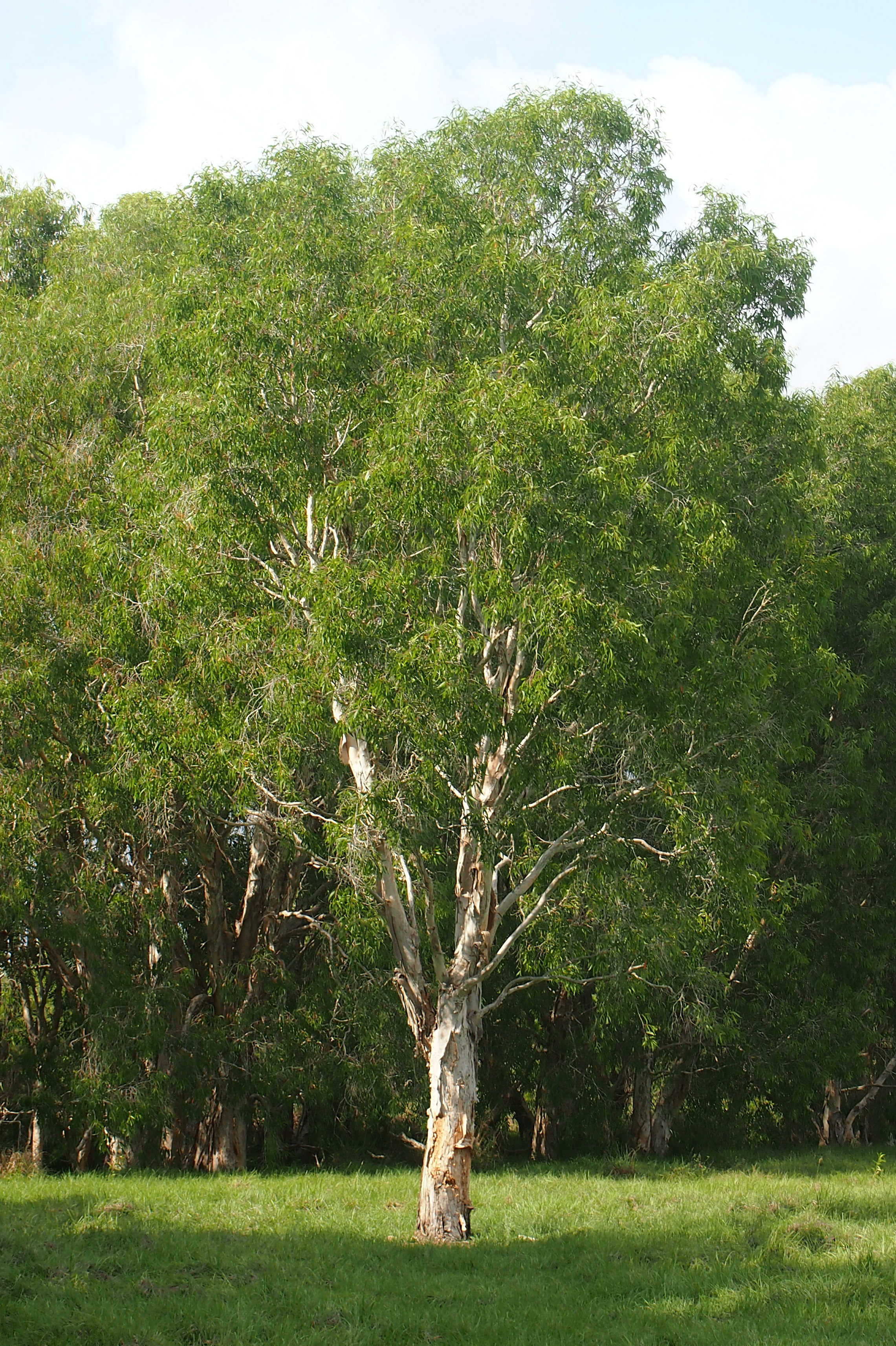
Melaleuca leucadendra.

- Melaleuca lachnocephala Craven & R.D.Edwards
- Melaleuca laetifica Craven
- Melaleuca lanceolata Otto
- Melaleuca lara Craven
- Melaleuca lasiandra F.Muell.
- Melaleuca lateralis Turcz.
- Melaleuca lateriflora Benth.
- Melaleuca lateritia A.Dietr.
- Melaleuca laxiflora Turcz.
- Melaleuca lazaridis Craven
- Melaleuca lecanantha Barlow
- Melaleuca leiocarpa F.Muell.
- Melaleuca leiopyxis F.Muell. ex Benth.
- Melaleuca lepschii Craven & R.D.Edwards
- Melaleuca leptospermoides Schauer
- Melaleuca leucadendra (L.) L.
- Melaleuca leuropoma Craven
- Melaleuca linariifolia Sm.
- Melaleuca linearifolia (Link) Craven
- Melaleuca linearis Schrad. & J.C.Wendl.
- Melaleuca linguiformis Craven
- Melaleuca linophylla F.Muell.
- Melaleuca longissima (F.Muell.) Craven & R.D.Edwards
- Melaleuca longistaminea (F.Muell.) Barlow ex Craven
- Melaleuca lophantha (Vent.) ined.
- Melaleuca lophocoracorum A.J.Ford, Craven & Brophy
- Melaleuca lutea Craven

## M

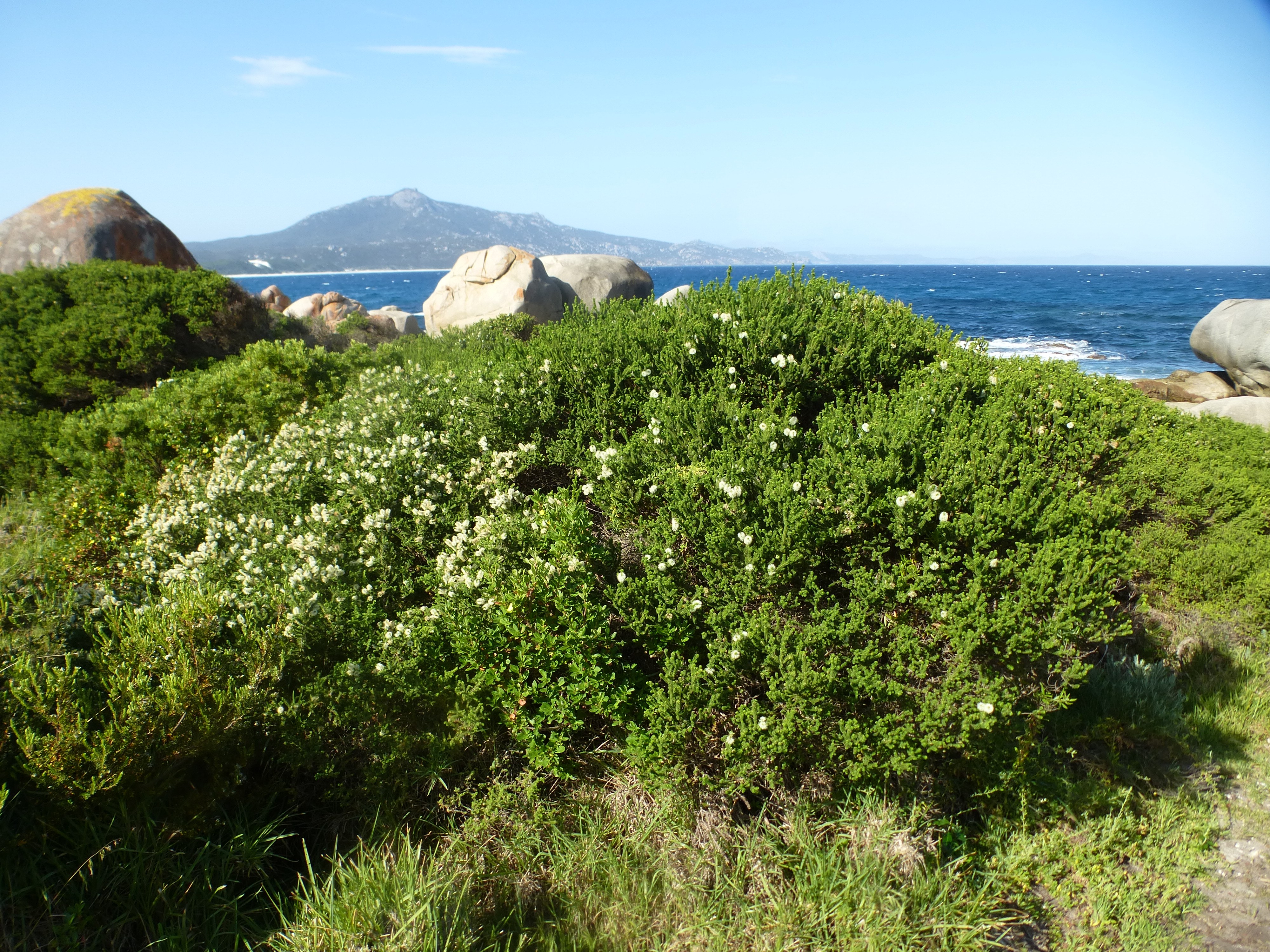
Melaleuca microphylla.

- Melaleuca macrocarpa (Hawkeswood) Craven & R.D.Edwards
- Melaleuca macronychia Turcz.
- Melaleuca macrostemon (Lindl.) Craven & R.D.Edwards
- Melaleuca manglesii Schauer
- Melaleuca marginata (Sond.) Hislop, Lepschi & Craven
- Melaleuca maxwellii (F.Muell.) Craven & R.D.Edwards
- Melaleuca megacephala F.Muell.
- Melaleuca megalongensis Craven & S.M.Douglas
- Melaleuca micrantha (Schauer) Craven & R.D.Edwards
- Melaleuca microcarpa (F.Muell.) Craven & R.D.Edwards
- Melaleuca micromera Schauer
- Melaleuca microphylla Sm.
- Melaleuca minutifolia F.Muell.
- Melaleuca monantha (Barlow) Craven
- Melaleuca montana (C.T.White ex S.T.Blake) Craven
- Melaleuca montis-zamia Craven
- Melaleuca × mulleola Craven & R.D.Edwards

## N
- Melaleuca nanophylla Carrick

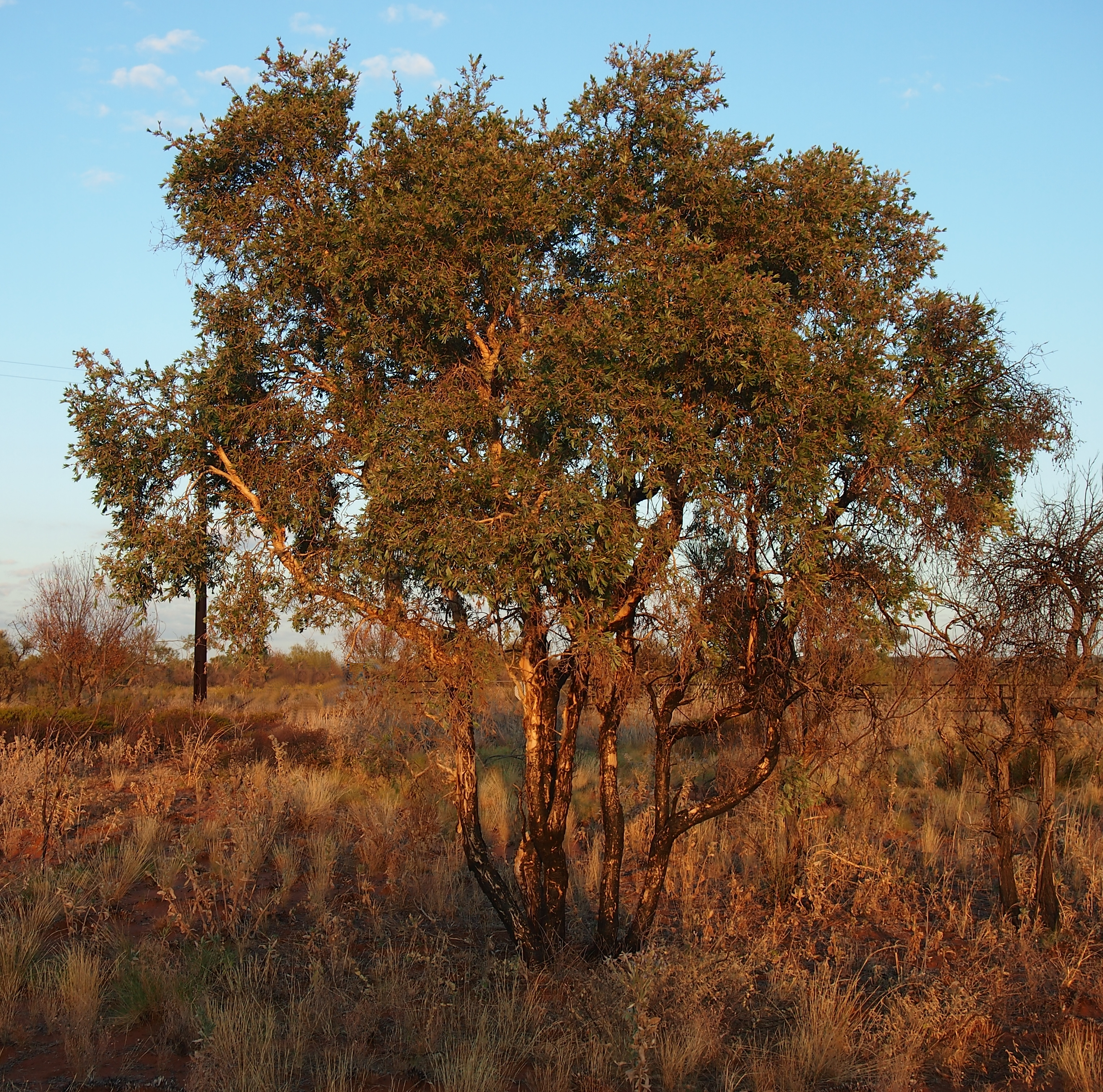
Melaleuca nervosa.

- Melaleuca nematophylla F.Muell. ex Craven
- Melaleuca nervosa (Lindl.) Cheel
- Melaleuca nesophila F.Muell.
- Melaleuca nodosa (Sol. ex Gaertn.) Sm.

## O
- Melaleuca ochroma Lepschi
- Melaleuca oldfieldii F.Muell.
- Melaleuca orbicularis Craven

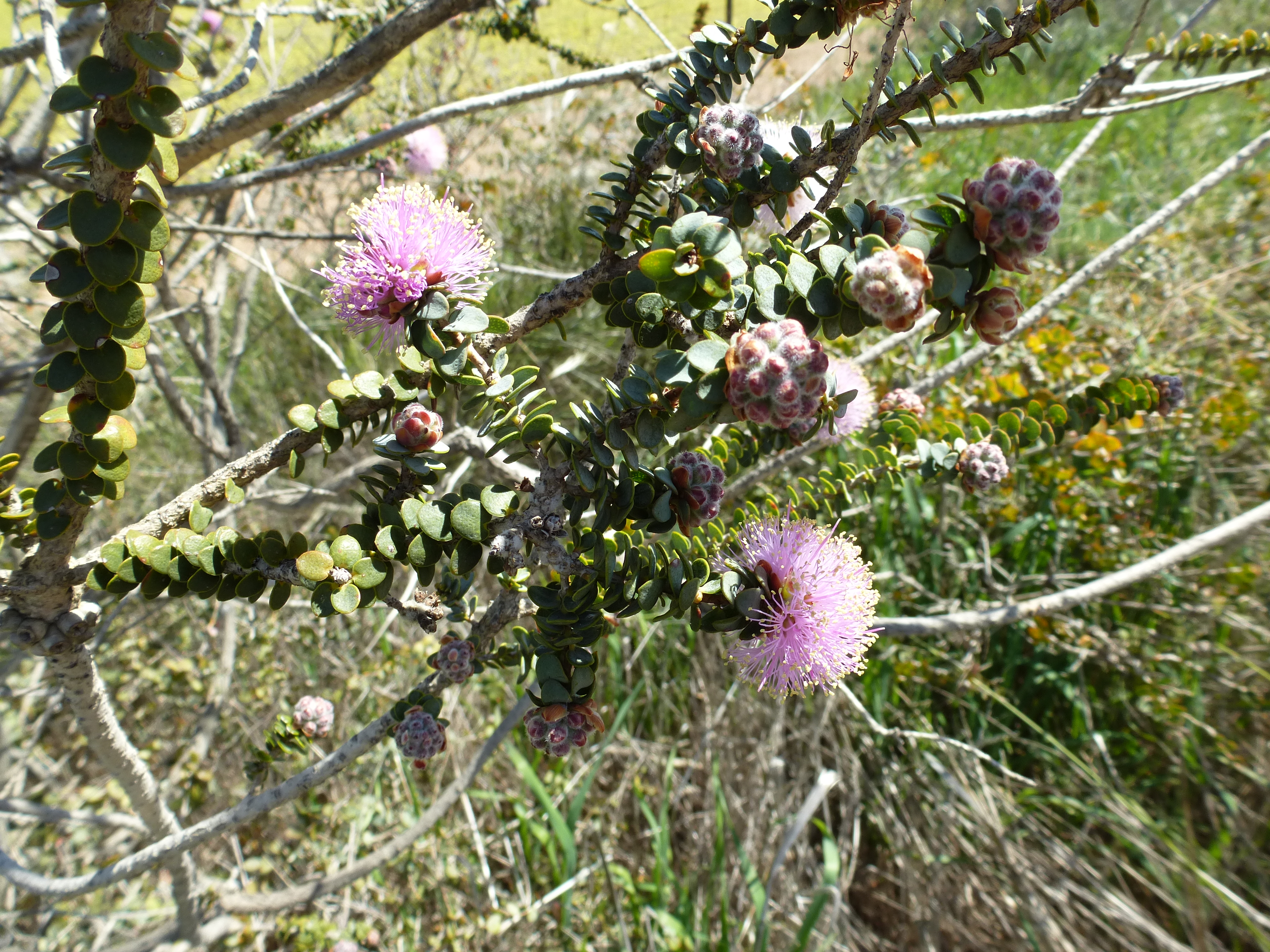
Melaleuca orbicularis.

- Melaleuca orbifolia (F.Muell.) Craven & R.D.Edwards
- Melaleuca ordinifolia Barlow
- Melaleuca orophila Craven
- Melaleuca ostrina Craven & R.D.Edwards
- Melaleuca osullivanii Craven & Lepschi
- Melaleuca oxyphylla Carrick

## P

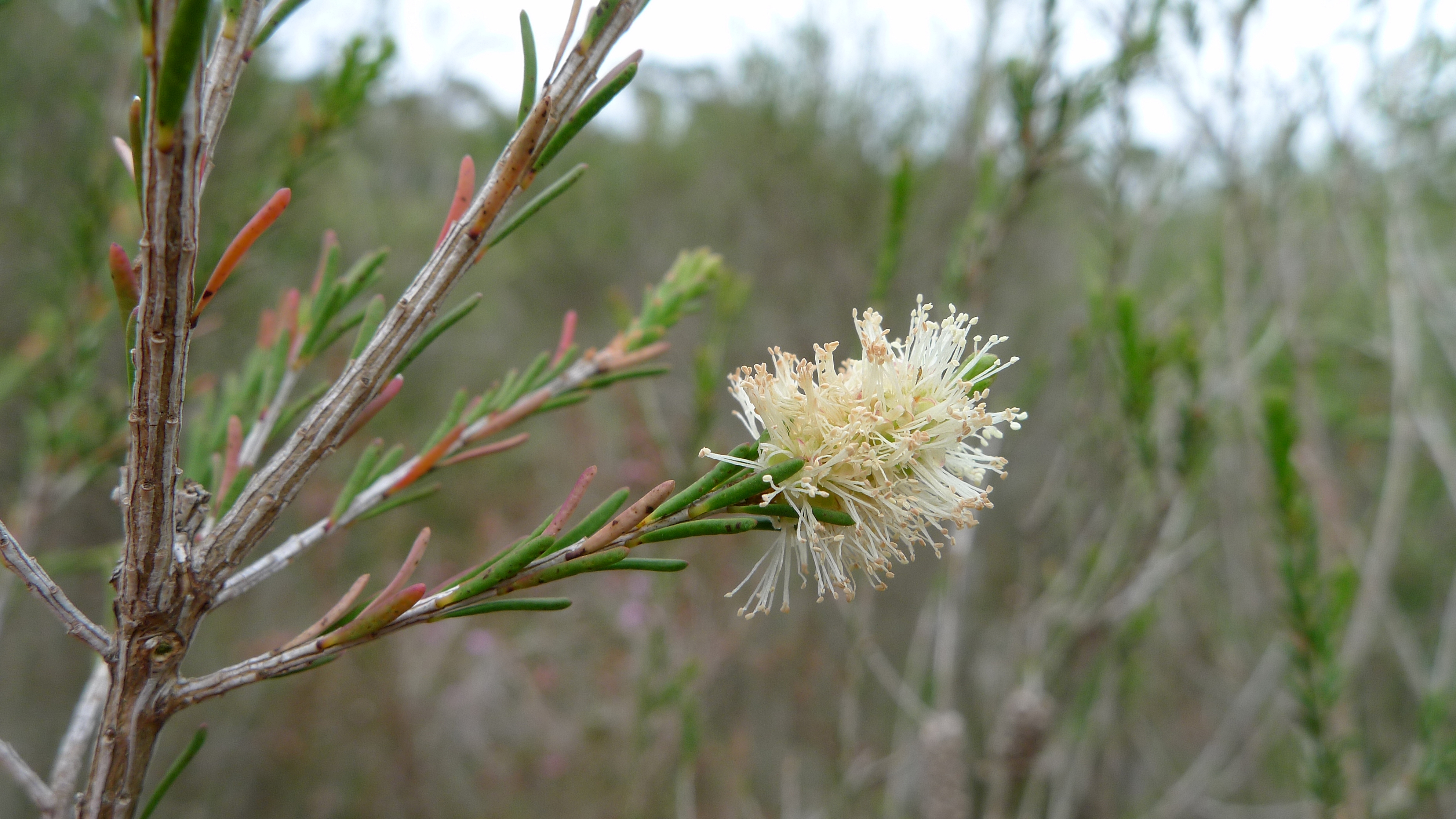
Melaleuca parvistaminea.

- Melaleuca pachyphylla (Cheel) Craven
- Melaleuca pachystachya (Benth.) Craven & R.D.Edwards
- Melaleuca pallescens Byrnes
- Melaleuca pallida (Bonpl.) Craven
- Melaleuca paludicola Craven
- Melaleuca pancheri (Brongn. & Gris) Craven & J.W.Dawson
- Melaleuca papillosa Craven
- Melaleuca parviceps Lindl.
- Melaleuca parvistaminea Byrnes
- Melaleuca pauciflora Turcz.
- Melaleuca pauperiflora F.Muell.
- Melaleuca pearsonii (R.D.Spencer & Lumley) Craven
- Melaleuca penicula (K.J.Cowley) Craven
- Melaleuca pentagona Labill.
- Melaleuca peucophylla Craven & R.D.Edwards
- Melaleuca phellosa (A.S.George) Craven & R.D.Edwards
- Melaleuca phoenicea (Lindl.) Craven
- Melaleuca phoidophylla Barlow ex Craven
- Melaleuca phratra Craven
- Melaleuca pilosa (Lindl.) ined.
- Melaleuca pityoides (F.Muell.) Craven
- Melaleuca planifolia (Lehm.) Craven & R.D.Edwards
- Melaleuca platycalyx Diels
- Melaleuca plumea Craven
- Melaleuca plumosa (Turcz.) ined.
- Melaleuca podiocarpa Barlow ex Craven
- Melaleuca polandii (F.M.Bailey) Craven
- Melaleuca polycephala Benth.
- Melaleuca pomphostoma Barlow
- Melaleuca porphyrocephala (F.Muell.) Craven & R.D.Edwards
- Melaleuca preissiana Schauer
- Melaleuca preissii (Schauer) Craven & R.D.Edwards
- Melaleuca pritzelii (Domin) Barlow
- Melaleuca procera Craven
- Melaleuca propinqua Schauer
- Melaleuca protrusa Craven & Lepschi
- Melaleuca protumida Craven & R.D.Edwards
- Melaleuca psammophila Diels
- Melaleuca pulchella R.Br.
- Melaleuca pulcherrima Craven & R.D.Edwards
- Melaleuca pungens Schauer
- Melaleuca punicea Byrnes
- Melaleuca purpurea (Lindl.) Craven & R.D.Edwards
- Melaleuca pustulata Hook.f.
- Melaleuca pyramidalis Craven

## Q
- Melaleuca quadrifaria F.Muell.

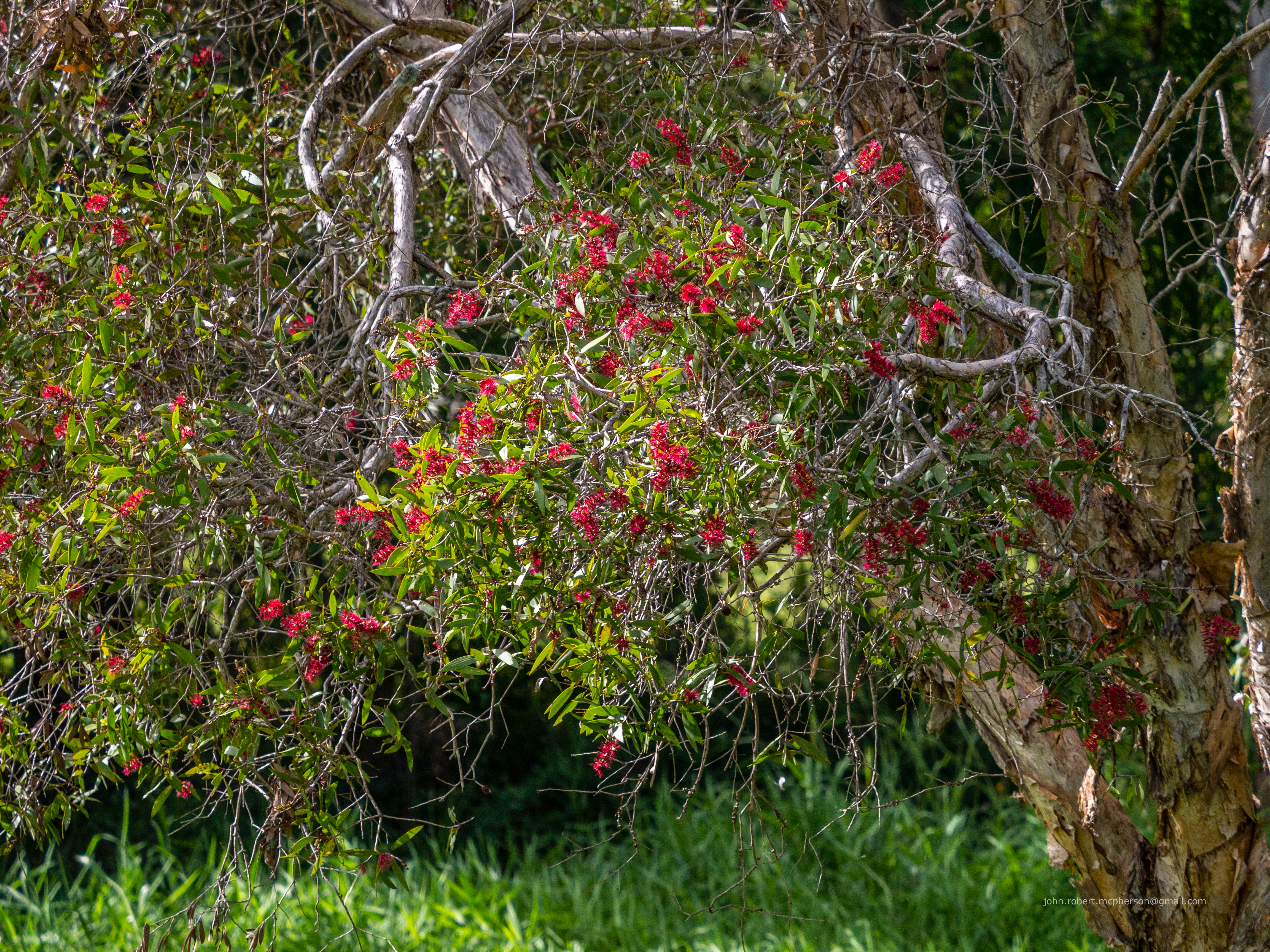
Melaleuca quinquenervia.

- Melaleuca quadrifida (R.Br.) Craven & R.D.Edwards
- Melaleuca quercina Craven
- Melaleuca quinquenervia (Cav.) S.T.Blake

## R
- Melaleuca radula Lindl.

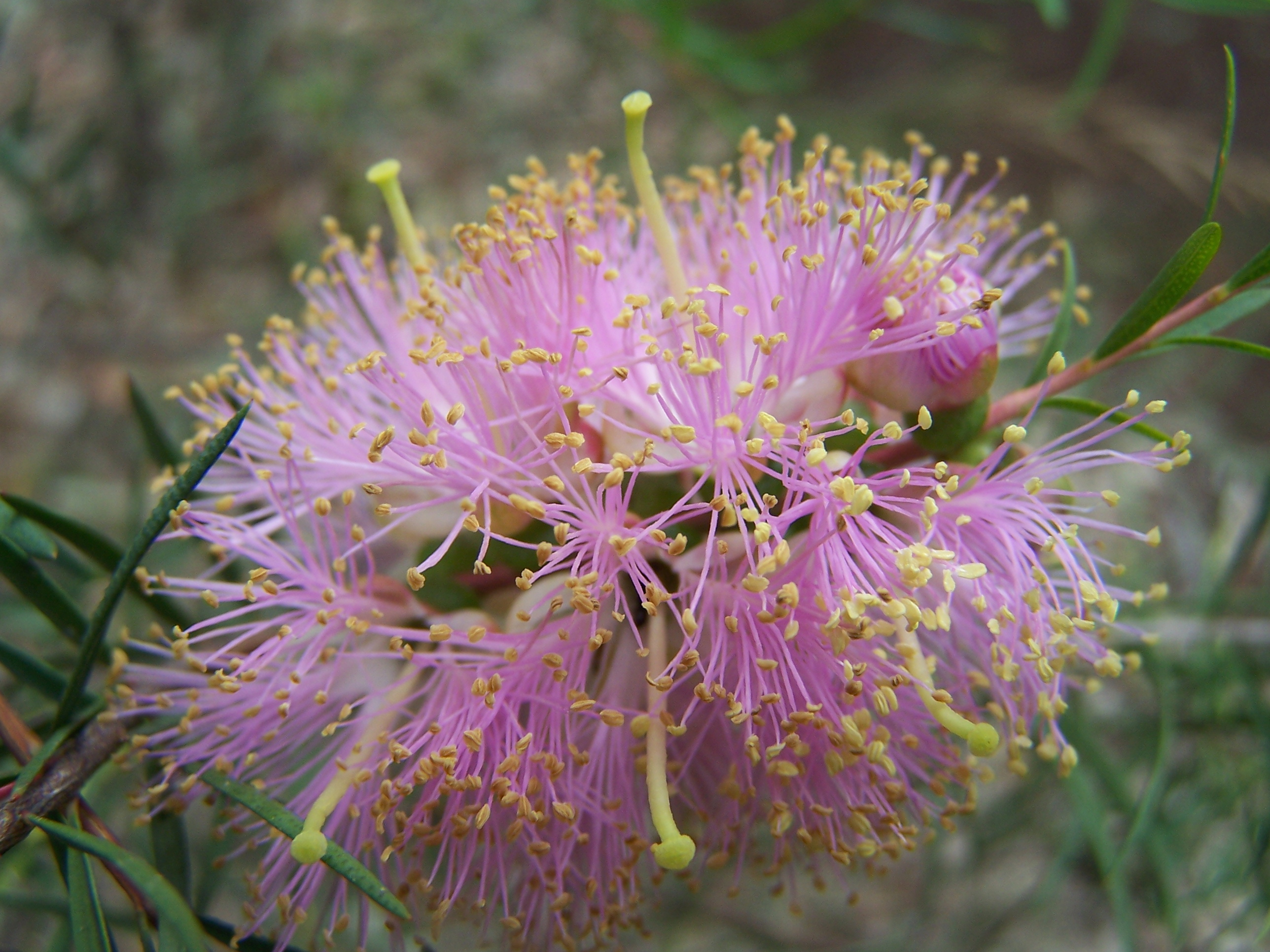
Melaleuca radula.

- Melaleuca recurva (R.D.Spencer & Lumley) Craven
- Melaleuca relativa Craven & R.D.Edwards
- Melaleuca rhaphiophylla Schauer
- Melaleuca rigidifolia Turcz.
- Melaleuca ringens Barlow
- Melaleuca robusta (Schauer) Craven & R.D.Edwards
- Melaleuca rosea (A.S.George) Craven & R.D.Edwards
- Melaleuca rugulosa (Link) Craven
- Melaleuca rupestris (Schauer) Craven & R.D.Edwards
- Melaleuca ryeae Craven

## S
- Melaleuca sabrina Craven
- Melaleuca saligna Schauer
- Melaleuca sapientes Craven
- Melaleuca scabra R.Br.

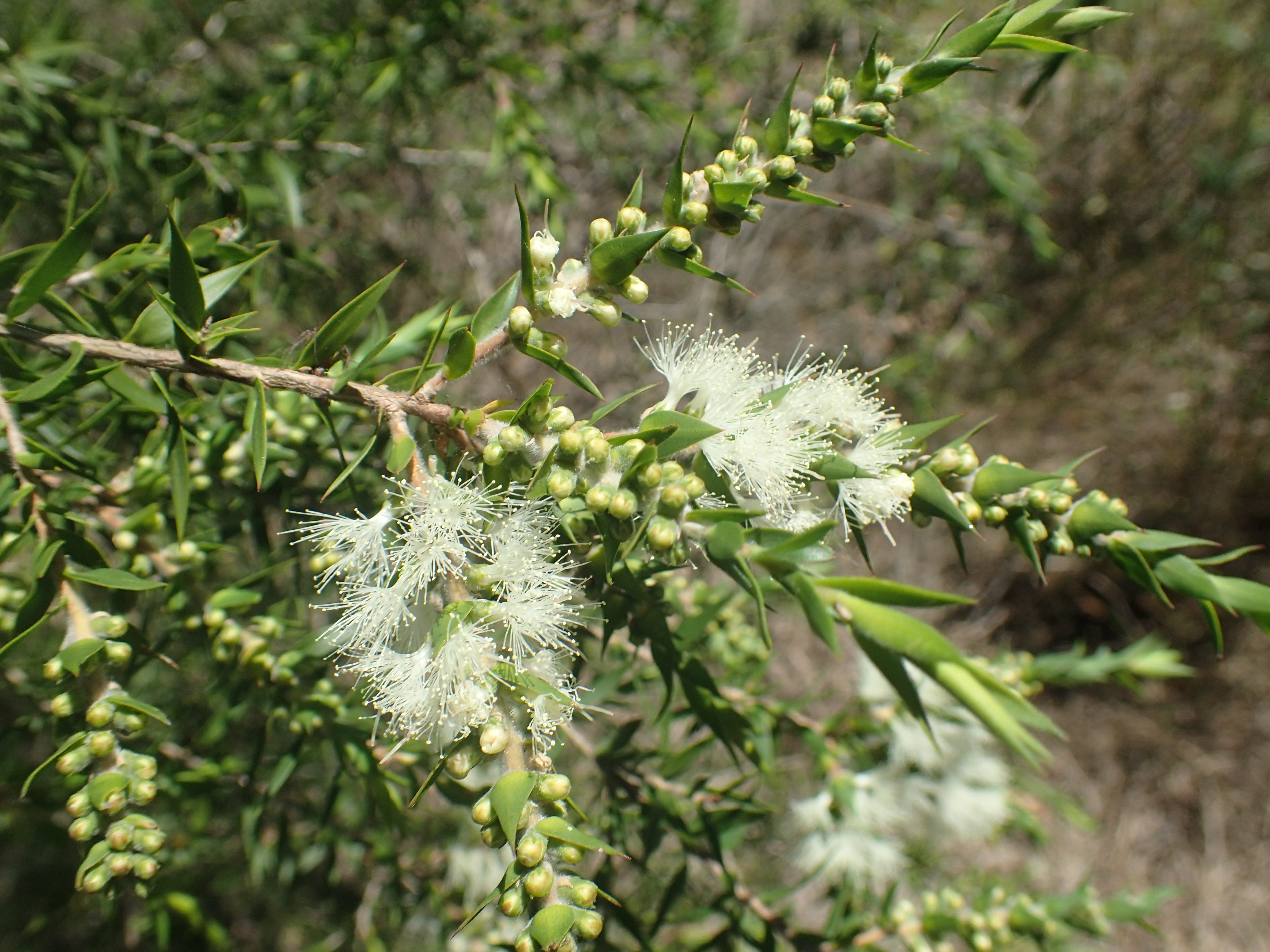
Melaleuca styphelioides.

- Melaleuca scabrida (A.S.George) Craven & R.D.Edwards
- Melaleuca scalena Craven & Lepschi
- Melaleuca schaueri (Lehm.) Craven & R.D.Edwards
- Melaleuca sciotostyla Barlow
- Melaleuca scitula Craven & R.D.Edwards
- Melaleuca sclerophylla Diels
- Melaleuca sculponeata Barlow
- Melaleuca seriata Lindl.
- Melaleuca sericea Byrnes
- Melaleuca serpentina Craven
- Melaleuca sheathiana W.Fitzg.
- Melaleuca shiressii (Blakely) Craven
- Melaleuca sieberi Schauer
- Melaleuca similis Craven
- Melaleuca societatis Craven
- Melaleuca sophisma Lepschi
- Melaleuca sparsa (R.Br.) Craven & R.D.Edwards
- Melaleuca sparsiflora Turcz.
- Melaleuca spathulata Schauer
- Melaleuca spectabilis (Barlow ex Craven) Craven & Lepschi
- Melaleuca sphaerodendra Craven & J.W.Dawson
- Melaleuca spicigera S.Moore
- Melaleuca sprengelioides DC.
- Melaleuca squamea Labill.
- Melaleuca squamophloia (Byrnes) Craven
- Melaleuca squarrosa Donn ex Sm.
- Melaleuca stenostachya S.T.Blake
- Melaleuca stereophloia Craven
- Melaleuca stipitata Craven
- Melaleuca stramentosa Craven
- Melaleuca striata Labill.
- Melaleuca strobophylla Barlow
- Melaleuca styphelioides Sm.
- Melaleuca subalaris Barlow
- Melaleuca suberosa (Schauer) C.A.Gardner
- Melaleuca subfalcata Turcz.
- Melaleuca subtrigona Schauer
- Melaleuca subulata (Cheel) Craven
- Melaleuca sulcata (A.S.George) Craven & R.D.Edwards
- Melaleuca superba (Hawkeswood & Mollemans) Craven & R.D.Edwards
- Melaleuca sylvana Craven & A.J.Ford
- Melaleuca systena Craven

## T
- Melaleuca tamariscina Hook.
- Melaleuca teretifolia Endl.
- Melaleuca teuthidoides Barlow
- Melaleuca thapsina Craven
- Melaleuca thymifolia Sm.
- Melaleuca thymoides Labill.
- Melaleuca thyoides Turcz.

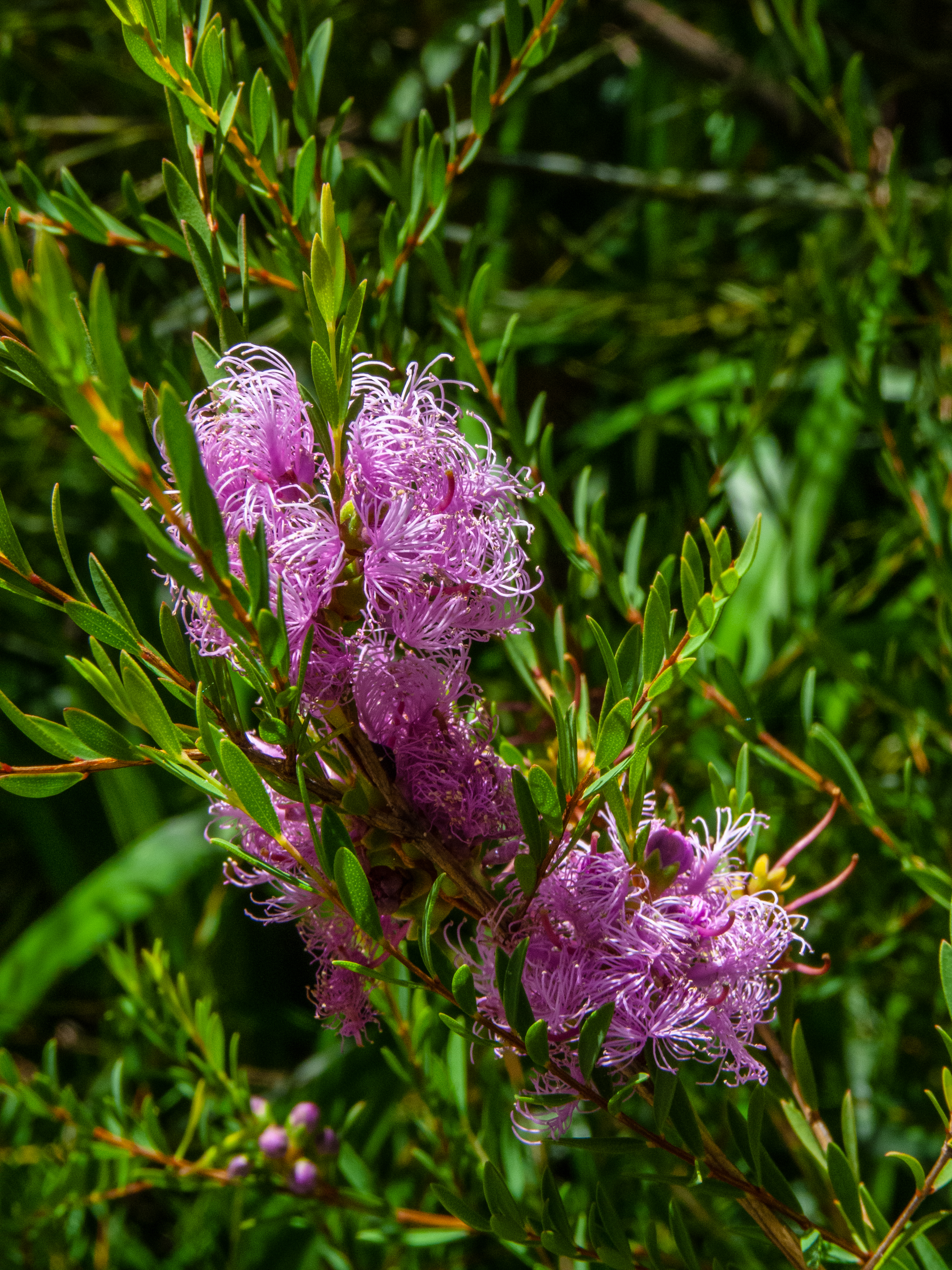
Melaleuca thymifolia.

- Melaleuca thysanota Craven & R.D.Edwards
- Melaleuca tinkeri Craven
- Melaleuca torquata Barlow
- Melaleuca tortifolia Byrnes
- Melaleuca torulosa (Schauer) Craven & R.D.Edwards
- Melaleuca transversa Craven & R.D.Edwards
- Melaleuca trichophylla Lindl.
- Melaleuca trichostachya Lindl.
- Melaleuca triumphalis Craven
- Melaleuca tuberculata Schauer
- Melaleuca tuberosa (Hawkeswood) Craven & R.D.Edwards

## U

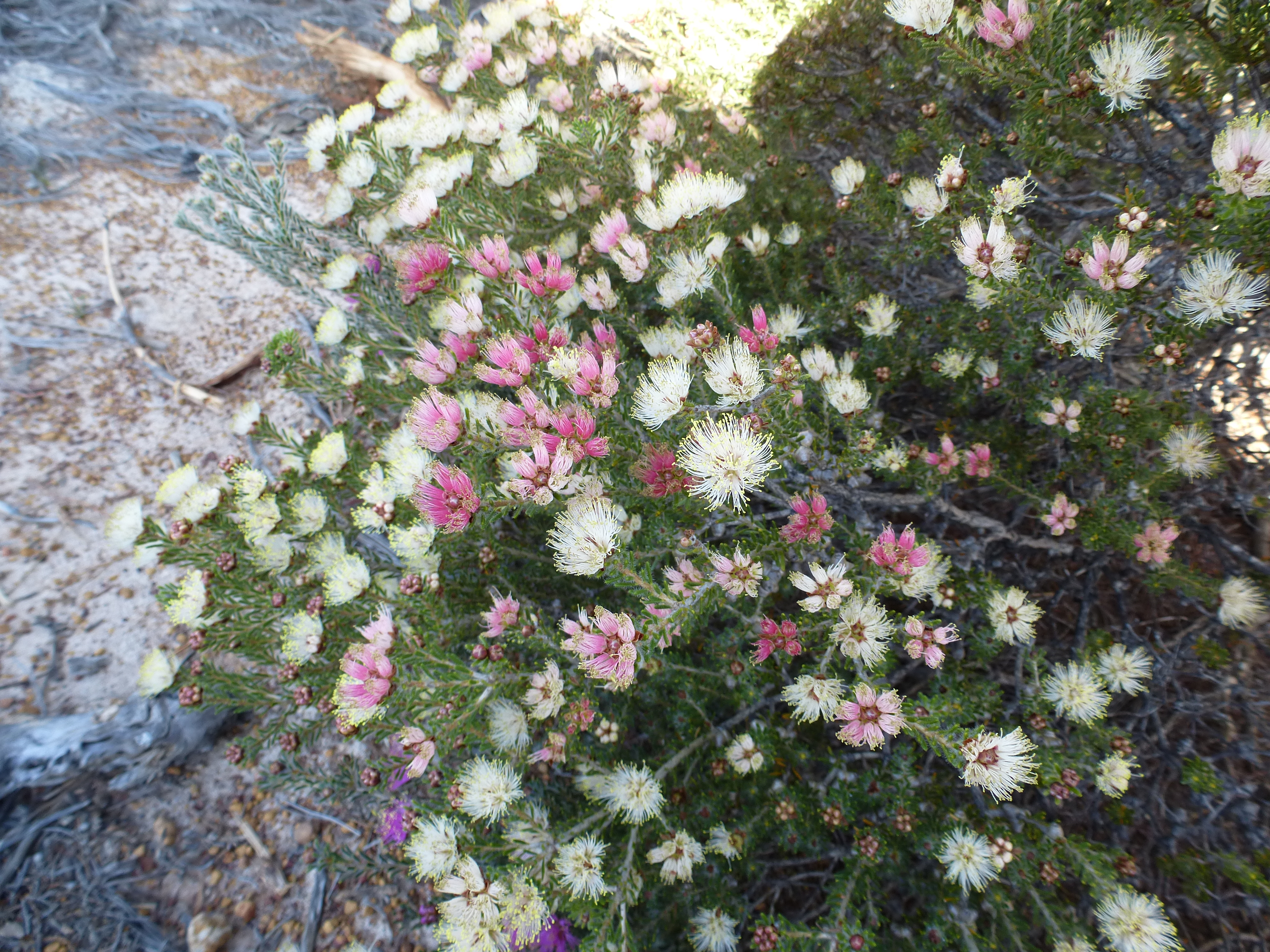
Melaleuca urceolaris.

- Melaleuca ulicoides Craven & Lepschi
- Melaleuca uncinata R.Br.
- Melaleuca undulata Benth.
- Melaleuca urceolaris F.Muell. ex Benth.
- Melaleuca uxorum Craven, G.Holmes & Sankowsky

## V

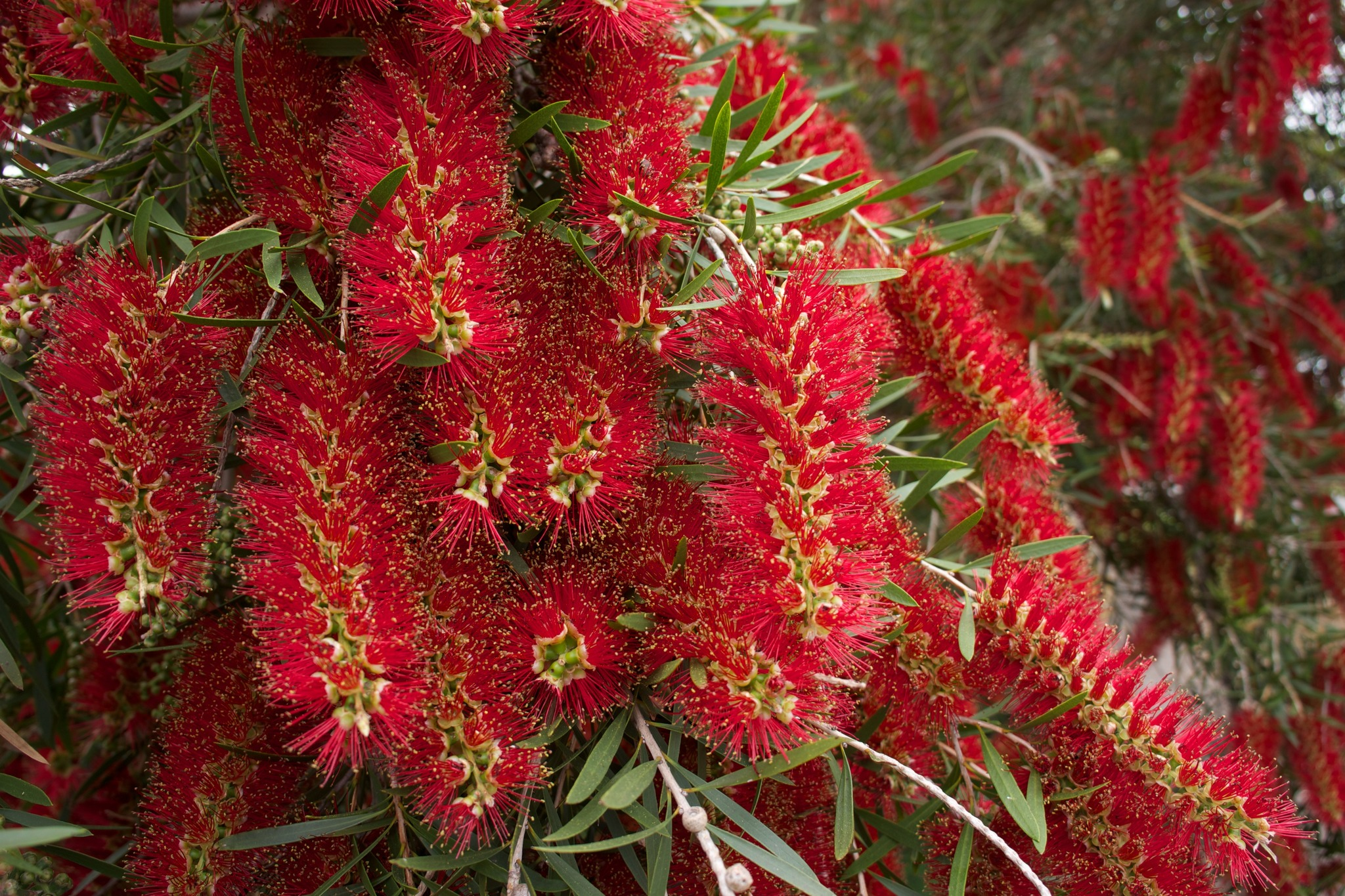
Melaleuca viminalis.

- Melaleuca valida (S.Moore) Craven & R.D.Edwards
- Melaleuca variegata Craven & R.D.Edwards
- Melaleuca velutina (Turcz.) Craven & R.D.Edwards
- Melaleuca venusta Craven
- Melaleuca villosisepala Craven
- Melaleuca viminalis (Sol. ex Gaertn.) Byrnes
- Melaleuca viminea Lindl.
- Melaleuca vinnula Craven & Lepschi
- Melaleuca violacea Schauer
- Melaleuca virens Craven
- Melaleuca viridiflora Sol. ex Gaertn.

## W
- Melaleuca williamsii Craven
- Melaleuca wilsonii F.Muell.

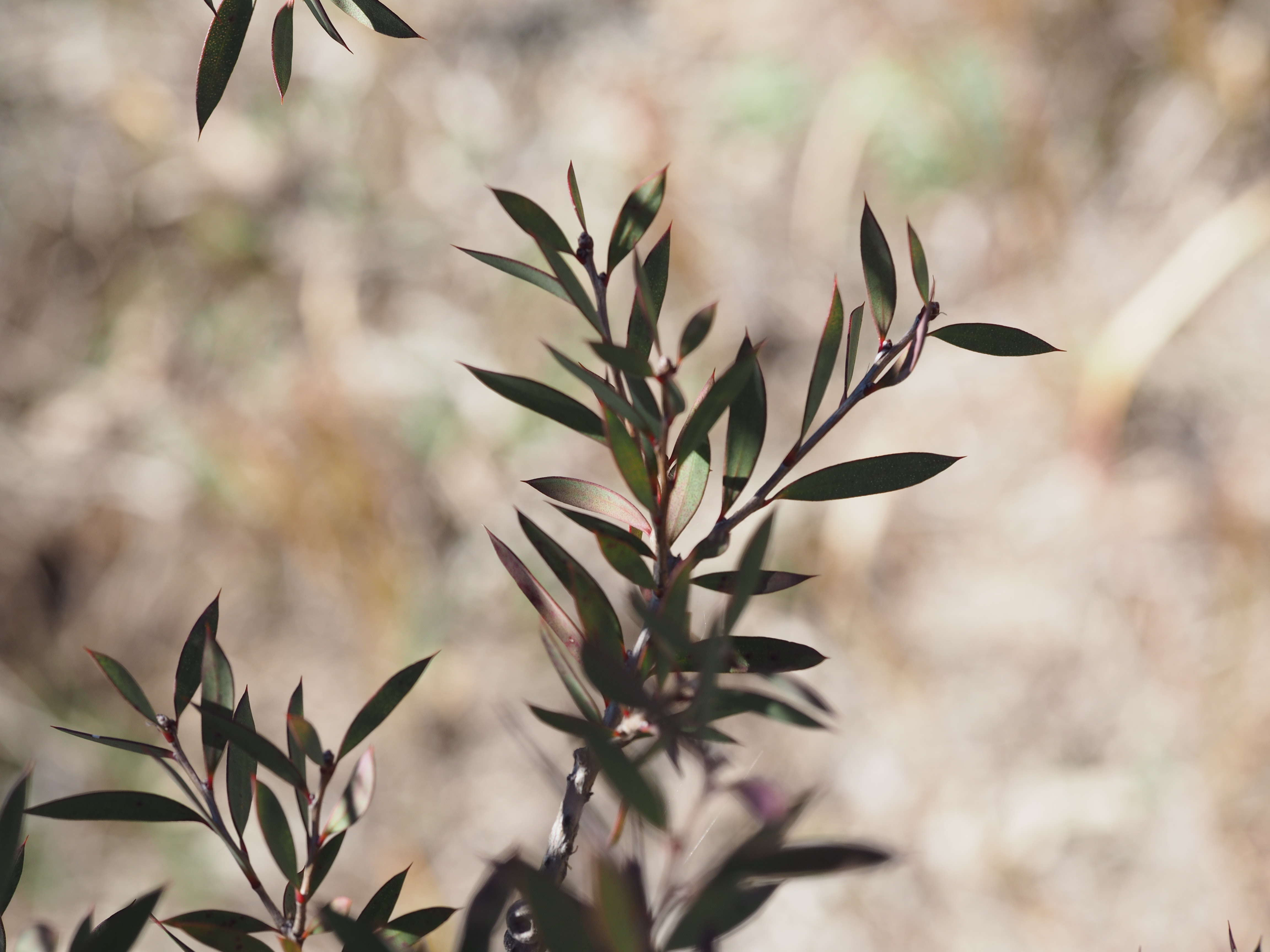
Melaleuca williamsii.

- Melaleuca wimmerensis (Marriott & G.W.Carr) Craven
- Melaleuca wonganensis Craven

## X
- Melaleuca xerophila Barlow

## Z
- Melaleuca zeteticorum Craven & Lepschi
- Melaleuca zonalis Craven